# Sabana arbustiva de Kenia
La sabana arbustiva de Kenia es una ecorregión definida por el WWF, que se extiende por África Oriental, principalmente en Kenia, pero también en Uganda, Sudán del Sur, Etiopía y Tanzania.
Esta ecorregión forma parte de la región denominada sabana de acacias de África Oriental, incluida en la lista Global 200.

## Descripción
Es una ecorregión de sabana semiárida que ocupa una superficie total de 326.000 kilómetros cuadrados del noroeste al sur de Kenia, y se extiende además por el nordeste de Uganda, el sureste de Sudán del Sur, el suroeste de Etiopía y el nordeste de Tanzania.
Limita al norte y al oeste con la sabana sudanesa oriental y el mosaico de selva y sabana de la cuenca del lago Victoria, al este con la sabana arbustiva de Somalia y la pradera y matorral xerófilos masáis, al sureste con la selva mosaico costera de Zanzíbar, y al suroeste con la sabana arbustiva de Tanzania, la pradera volcánica del Serengueti, el salobral de África oriental y la selva montana de África oriental; también contiene varios enclaves, en el centro y el noroeste, de esta última ecorregión.
El clima es tropical estacional, con dos estaciones lluviosas, la más importante entre marzo y junio y la otra entre octubre y diciembre. Las lluvias son muy variables de año en año, y las sequías son frecuentes. En promedio, las precipitaciones anuales varían entre los 200 mm cerca del lago Turkana y los 600 mm cerca de la costa de Kenia. Los incendios son frecuentes.

## Flora
La vegetación dominante es la sabana arbustiva, en la que las especies más representativas pertenecen a los géneros Acacia, Commiphora y Boswellia.

## Fauna
La diversidad es elevada. Destacan varios ungulados adaptados a las condiciones de aridez de la ecorregión: la cebra de Grevy (Equus grevyi), el orix beisa (Oryx beisa), el gerenuk (Litocranius walleri) y el kudú menor (Tragelaphus imberbis). Los últimos rinocerontes negros (Diceros bicornis) de África Oriental se encuentran en zonas protegidas de esta ecorregión.

## Endemismos
Hay pocas especies endémicas. 
- Cuatro roedores: el jerbo de Cosens (Gerbillus cosensi), el jerbo diminuto (Gerbillus diminutus), el jerbo de Percival (Gerbillus percivali) y la rata Thallomys loringi
- Tres aves: la alondra de Friedmann (Mirafra pulpa), la alondra de Williams (Mirafra williamsi) y el tordalino de Hinde (Turdoides hindei).
- Tres reptiles: los gecos Lygodactylus scheffleri y Lygodactylus laterimaculatus y la culebra Amblyodipsas teitana.
- Un anfibio: la rana Hyperolius sheldricki.

## Estado de conservación
Vulnerable. Las principales amenazas son el aumento de la ganadería y del turismo, la caza furtiva y la explotación de los escasos recursos hídricos.

## Protección
- En Kenia:
  - Parque Nacional de Amboseli
  - Parque Nacional de Chyulu
  - Parque Nacional de Kora
  - Parque Nacional de Longonot
  - Parque Nacional de Maralai
  - Parque Nacional de Meru
  - Parque Nacional de Nairobi
  - Parque Nacional de Ol Donyo Sabuk
  - Parque Nacional de Tsavo
  - Reserva Nacional de Buffalo Springs
  - Reserva Nacional de Samburu
  - Reserva Nacional del Turkana Meridional
- En Tanzania:
  - Reserva de Caza de Mkomazi
  - Reserva de Caza de Umba
- En Uganda:
  - Reserva de Matheniko
  - Reserva de Pian Upe